# Abiko

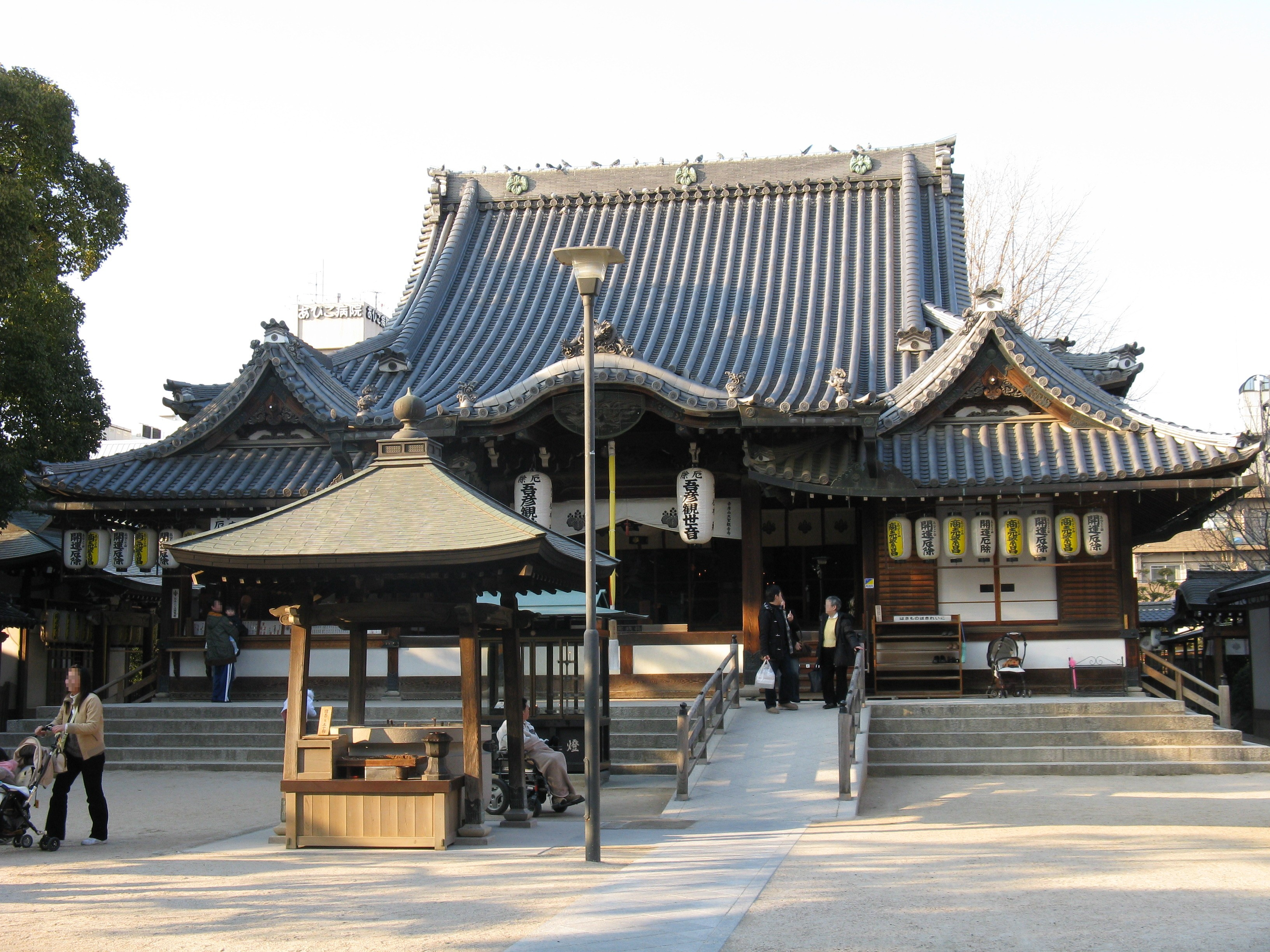
Templul Kanonji

Abiko (我孫子市 Abiko-shi?), este un municipiu din Japonia, prefectura Chiba.